# Audlem
Audlem är en ort och en civil parish i grevskapet Cheshire i England. Orten tillhör enhetskommunen Cheshire East. Ortens folkmängd uppgick till 1 658 invånare 2011, på en yta av 0,75 km². Audlem nämndes i Domedagsboken (Domesday Book) år 1086, och kallades då Aldelime.